# جيمي غراهام
جيمي غراهام (بالإنجليزية: Jimmy Graham)‏ (5 نوفمبر 1969 غلاسكو المملكة المتحدة - ) هو لاعب كرة قدم بريطاني يلعب كمدافع.